# Let Me Be There (album)
Let Me Be There è il terzo album in studio della cantante britannico-australiana Olivia Newton-John, pubblicato nel 1973.

## Il disco
Il disco è uscito nel novembre 1973 nel Regno Unito con il titolo  Music Makes My Day e poco dopo in Australia con il titolo Let Me Be There, titolo con cui è maggiormente conosciuto.
Le versioni statunitense e canadese dell'album hanno una lista delle tracce differente.
Dal disco sono stati estratti due singoli, ovvero Take Me Home, Country Roads e la "title-track" Let Me Be There.

## Tracce

### Music Makes My Day
- Side 1

1. Take Me Home, Country Roads – 3:22 (Bill Danoff, Taffy Nivert, John Denver)
2. Amoureuse – 3:40 (Véronique Sanson, Gary Osborne)
3. Brotherly Love – 3:21 (John Farrar)
4. Heartbreaker – 2:32 (Russ Ballard)
5. Rosewater – 5:05 (Newton-John)
6. You Ain't Got the Right – 3:31 (Dennis Locorriere, Ray Sawyer, Ron Haffkine)

- Side 2

1. Feeling Best – 3:22 (Glenn Shorrock)
2. Being on the Losing End – 3:43 (Carl Groszmann, Glynne Jones)
3. Let Me Be There – 3:03 (John Rostill)
4. Music Makes My Day – 3:14 (Farrar)
5. Leaving – 3:52 (Doug Flett, Guy Fletcher)
6. If We Try – 3:24 (Don McLean)

### Let Me Be There
- Side 1

1. Let Me Be There – 3:00 (Rostill)
2. Me and Bobby McGee – 3:46 (Kris Kristofferson, Fred Foster)
3. Banks of the Ohio – 3:15 (Traditional)
4. Love Song – 3:44 (Lesley Duncan)
5. If Not for You – 2:50 (Bob Dylan)

- Side 2

1. Take Me Home, Country Roads – 3:16 (Danoff, Nivert, Denver)
2. Angel of the Morning – 3:52 (Chip Taylor)
3. If You Could Read My Mind – 3:41 (Gordon Lightfoot)
4. Help Me Make It Through the Night – 2:19 (Kristofferson)
5. Just a Little Too Much – 2:05 (Johnny Burnette)

## Classifiche
| Classifica (1974) | Posizione raggiunta |
| ----------------- | ------------------- |
| Regno Unito       | 37                  |
| Stati Uniti       | 54                  |